# Suelo de arena blanca

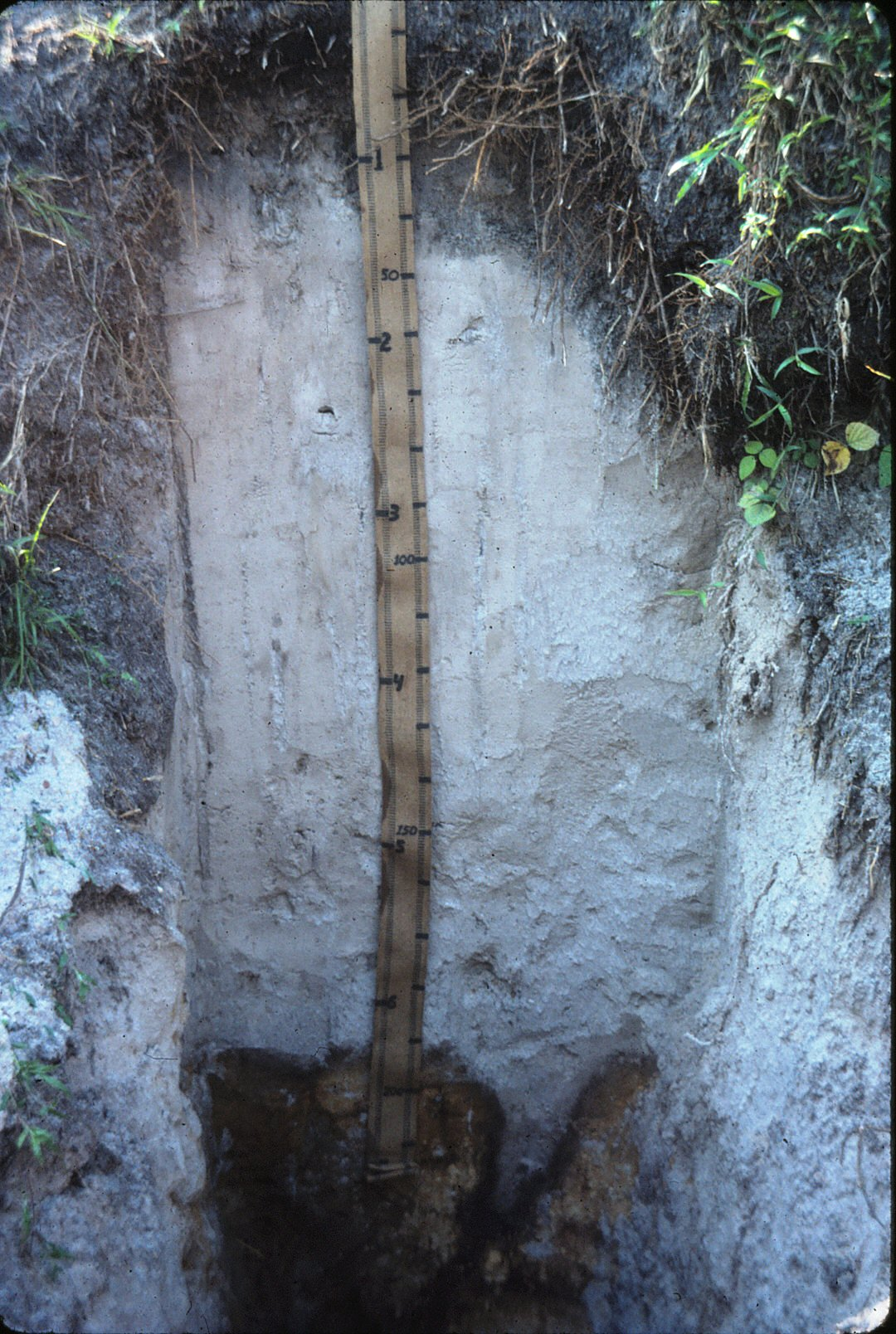
Calicata cerca de Iquitos, Amazonia peruana que muestra un perfil de suelo de arena blanca.

En la Amazonia los suelos de arena blanca (en portugués: solos de areia branca) son suelos compuestos por arena rica en cuarzo. Estos suelos tienen una amplia distribución en el Amazonas y es común que ocurran como manchones rodeados de otros tipos de suelo. Son uno de los muchos tipos de suelo que existen en el Amazonas. Algunos autores han asociado ecosistemas y comunidades vegetales a los suelos de arena blanca, sin embargo se ha demostrado que la vegetación esta a menudo determinada por otras variables a que si el suelo es de arena blanca o no. La vegetación en zonas de suelo de arena blanca esta comúnmente compuesta de árboles y arbustos delgados y que permiten una mayor penetración de luz al interior si se compara con la selva circundante. En parte, estos suelos también están asociados a vegetación de sabana.
Se estima que en total, en América del Sur, los suelos de arena blanca cubren aproximadamente 334.879 km2, lo que corresponde a una superficie mayor a la de Ecuador y menor a la de Paraguay.
Se han propuesto varias razones, según las cuales, estos suelos podrían haberse originado por sedimentación en antiguos cauces fluviales o por podsolización en terrenos saturados en agua. En épocas recientes se ha notado que la quema repetida de la vegetación sobre un suelo relativamente arcilloso puede lavar el material fino del suelo produciendo suelos de área blanca nuevos.